# Azato Yasutsune
Azato Yasutsune (安里 安恒, Asato Ankō, 1827 – 1906) est un Grand Maître de karaté Shorin-ryu d'Okinawa.

## Biographie
Il est né dans le village d'Azato (okinawaïen : 安里村), à Magiri, sur l'île d'Okinawa, alors dans le Royaume de Ryūkyū (1429 — 1879), dans une famille de Tonochi (traditionnels chefs de village, par héritage), à Okinawa
Il fut un disciple éminent de Sokon Matsumura, tout comme son ami Itosu Ankō.
En tant que « chef » du village, il est aussi devenu un excellent cavalier, et un expert en kendō de l'école Jigen-ryū.
Lui et Itosu, faisaient souvent des bras de fer. Il excellait au combat.
Gichin Funakoshi était dans la même classe que son fils, à l'école primaire, et c'est tout naturellement qu'il devint son disciple, en même temps que celui d'Itosu, car Azato et Itosu étaient si amis qu'ils enseignaient ensemble. À son décès, Itosu continua seul à enseigner à Funakoshi.
La plupart de nos connaissances à son sujet nous viennent de Funakoshi.